# Partido Independente de Moçambique
Partido Independente de Moçambique (PIMO) ist eine 1992 gegründete, islamisch ausgerichtete Kleinpartei in Mosambik.
Da das mosambikanische Wahlgesetz eine regionale oder religiöse Orientierung von Parteien untersagt, bemüht sich die Partei ihre islamische Ausrichtung oberflächlich zu kaschieren, obwohl sich die Bindung an den Islam in einem der Manifeste der Partei wiederfindet und das "I" in "PIMO" manchen eher für "islamisch" als für "independente" (unabhängig) steht.
In ihrer Selbstdarstellung beruft sich die Partei auf Prinzipien des Islam, fordert moralisches Verhalten und kritisiert die Korruption im Land.
Der Präsidentschaftskandidat der PIMO 1999, Yá-Qub Sibindy, gleichzeitig Parteichef, wurde von der Wahlkommission nicht zugelassen. Bei sämtlichen seit ihrer Gründung durchgeführten Wahlen ist PIMO angetreten ohne je mehr als 1,4 % der Stimmen zu erhalten.